# Franco Cunico
Gianfranco "Franco" Cunico, né le 11 octobre 1957 à Vicence, est un pilote de rallye italien. 

## Biographie
Surnommé Jimmy il fenomeno pour l'expérience engrangée durant sa longévité en course, Gianfranco Cunico a couru en WRC de 1981 à 2000, à 20 reprises, glânant dans le championnat mondial 48 points et 15 victoires d'étape, ainsi qu'une victoire surprise au général en 1993 (avec une écurie privée), pour deux podiums.

## Palmarès

### WRC
| # | Course                                      | Saison | Copilote            | Voiture                 |
| - | ------------------------------------------- | ------ | ------------------- | ----------------------- |
| 1 | Italie 35e Rallye Sanremo - Rallye d'Italie | 1993   | Stefano Evangelisti | Ford Escort RS Cosworth |
(nb: il termine 3e du championnat du monde PWRC cette même année 1993, et il finit 3e du tour de Corse en 1991 et du rallye Sanmarino en 1995 - il termine encore second du rallye Sanremo en 2004, cette fois en IRC)

### ERC
- Rallye Targa Florio: 1983, 1996 et 1999;
- Rallye dell'Isola d'Elba: 1984;
- Rallye Mille Miglia: 1991, 1996, 1998 et 1999;
- Rallye Piancavallo: 1994, 1995 et 1996;
- Rallye del Ciocco e Valle del Serchio: 1995 et 1999;
- Rallye del Salento: 1995;
- Rallye di San Marino: 1997;
- Rallye della Lana: 1998;

### IRC (Italie)
Triple Champion d'Italie des rallyes (avec Jolly Club), pour 11 titres nationaux:
| Titre                                      | Saison | Copilote                                | Voiture                   |
| ------------------------------------------ | ------ | --------------------------------------- | ------------------------- |
| Trophée A112                               | 1979   | Lappo,Meggiolan,Campagnol,Siega,Delfino | Autobianchi A112          |
| Championnat d'Italie des rallyes Groupe B  | 1983   | Ergy Bartolich                          | Lancia Delta 037 Gr.B     |
| Championnat d'Italie des rallyes Groupe N  | 1987   | Steve Evangelisti                       | Lancia Delta Gr.N         |
| Championnat d'Italie des rallyes Groupe N  | 1988   | Max Sghedoni                            | Ford Sierra 2 Volumi Gr.N |
| Championnat d'Italie des rallyes Groupe N  | 1989   | Max Sghedoni                            | Ford Sierra 2 Volumi Gr.N |
| Championnat d'Italie des rallyes           | 1994   | Steve Evangelisti                       | Ford Escort Cosworth Gr.A |
| Championnat d'Italie des rallyes           | 1995   | Steve Evangelisti                       | Ford Escort Cosworth Gr.A |
| Championnat d'Italie des rallyes           | 1996   | Pierangelo Scalvini                     | Ford Escort Cosworth Gr.A |
| Championnat d'Italie des rallyes sur terre | 2000   | Luigi Pirollo                           | Subaru Impreza WRC        |
| Championnat d'Italie des rallyes sur terre | 2001   | Luigi Pirollo                           | Subaru Impreza WRC        |
| Coupe IRC Trony                            | 2009   | Luigi Pirollo                           | Ford Focus WRC            |
| Trophée Csai (écuries indépendantes)       | 2011   | Rudy Pollet                             | Peugeot 207 S2000         |

### Divers
- Vainqueur du Monza Rally Show: 1986 et 1990.